# Ametropus fragilis
Ametropus fragilis is een haft uit de familie Ametropodidae. De wetenschappelijke naam van de soort is voor het eerst geldig gepubliceerd in 1878 door Albarda.
De soort komt voor in het Nearctisch gebied en het Palearctisch gebied.